# Österreichische Männer-Feldhandballnationalmannschaft
Die österreichische Männer-Feldhandballnationalmannschaft vertrat Österreich bei Länderspielen und internationalen Turnieren.
Der größte Erfolg waren die Silbermedaille bei den Olympischen Spielen 1936 und die Bronzemedaille bei der Feldhandball-Weltmeisterschaft 1966.

## Olympische Spiele
Die österreichische Handballnationalmannschaft nahm an der einzigen Austragung in dem Feldhandball gespielt wurde teil.
| Jahr | Austragungsort          | Teilnahme bis… | Ergebnis             | Medaille       |
| ---- | ----------------------- | -------------- | -------------------- | -------------- |
| 1936 | Berlin, Deutsches Reich | Endrunde       | Österreich 4. Punkte | Silbermedaille |

## Weltmeisterschaften
Die österreichische Handballnationalmannschaft nahmen an sechs der sieben bis 1966 ausgetragenen Feldhandball-Weltmeisterschaften teil.
| Jahr | Gastgeberland   | Teilnahme bis…    | Ergebnis                     | Rang            | Bemerkungen und Besonderheiten |
| ---- | --------------- | ----------------- | ---------------------------- | --------------- | --- |
| 1938 | Deutsches Reich | keine Teilnahme   | keine Teilnahme              | keine Teilnahme | Österreich wurde im März 1938 an das Deutsche Reich angeschlossen. Die Spieler wurden in die deutsche Mannschaft integriert und wurden Weltmeister. |
| 1948 | Frankreich      | Zwischenrunde     | Österreich 10:12 Schweiz     | 5.–8. Platz     | |
| 1952 | Schweiz         | Spiel um Platz 3  | Schweiz 12:10 Österreich     | 4. Platz        | |
| 1955 | BR Deutschland  | Spiel um Platz 7  | Österreich 25:13 Frankreich  | 7. Platz        | |
| 1959 | Österreich      | Spiel um Platz 3  | Schweden 18:9 Österreich     | 4. Platz        | |
| 1963 | Schweiz         | Spiel um Platz 5  | Österreich 22:19 Niederlande | 5. Platz        | |
| 1966 | Österreich      | Platzierungsrunde | Österreich 6. Punkte         | Bronzemedaille  | |